# Vahana

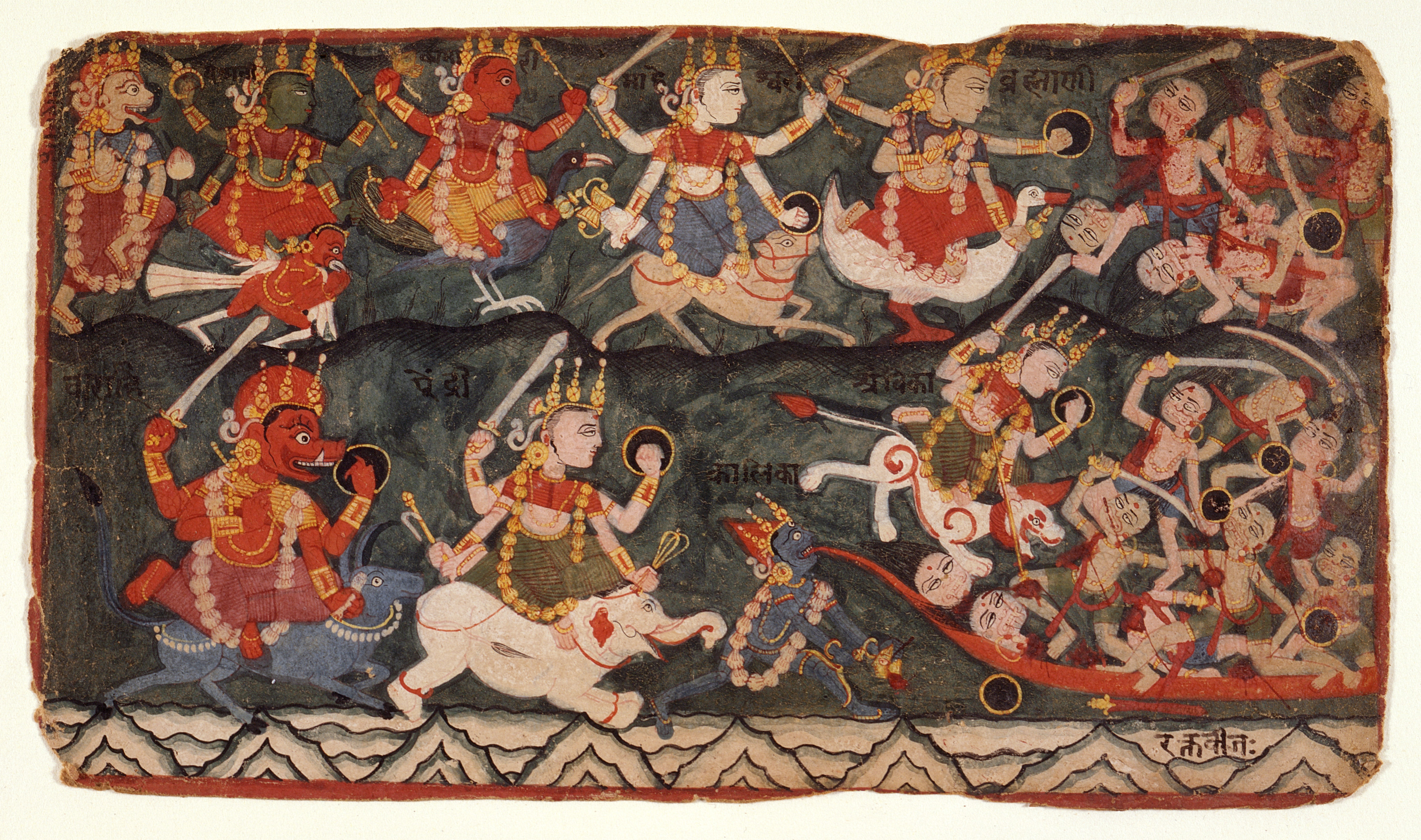
Les vuit matriques cavalcant sobre diferents vahanes com (fila superior, segon d'esquerra a dreta) Garuda, riding different vahanas like (top row, second from left to right) Garuda, un gall d'indi, el toro Nandi, una jamsá (oca); (fila inferior, des de l'esquerra), búfal, elefant i lleó

Vahana (वाहन, en sànscrit, vāhana, en el sistema IAST de transliteració, el que porta, el que tiba), dins el marc de l'hinduisme, es denomina al vehicle d'un déu.
En les representacions hinduistes cap déu no es representa sense el seu vahana o sense un pedestal (que també s'anomena vahana). Aquesta muntura pot ser un animal fantàstic o real, que suggereix atributs o poders de la deïtat representada, en funció de la significació simbòlica de la cultura hindú. Per exemple, Ganeixa és el déu de la saviesa, i la seva muntura és la rata (que representa l'habilitat per salvar obstacles).

## Vahanes famoses
- Agni (el déu del foc): el xai
- Brama (el déu creador): el jamsá (una oca índia, o un cigne)
- Devi (la deessa mare): el lleó
- Iama (el déu de la mort): el búfal
- Indra (el déu del cel): l'elefant
- Kamadeva (el déu de l'amor): el lloro
- Níriti (antiga deïtat vèdica, deessa de la desgràcia): l'ésser humà.
- Xiva: el bou Nandi
- Varuna (déu del mar): el makara, un monstre marí vinculat principalment a les deesses-riu. En sànscrit makara es fa servir per designar al cocodril, però la seva imatgeria és molt més variada, posseint parts de diversos animals, des del peix fins a l'elefant.
- Vixnu (i Krixna): Garuda, el déu ocell (enemic de les serps o nagues), semblant a una àguila.